# Mammillaria schwarzii
Mammillaria schwarzii är en kaktusväxtart som beskrevs av Shurly. Mammillaria schwarzii ingår i släktet Mammillaria och familjen kaktusväxter. Inga underarter finns listade i Catalogue of Life.

## Bildgalleri

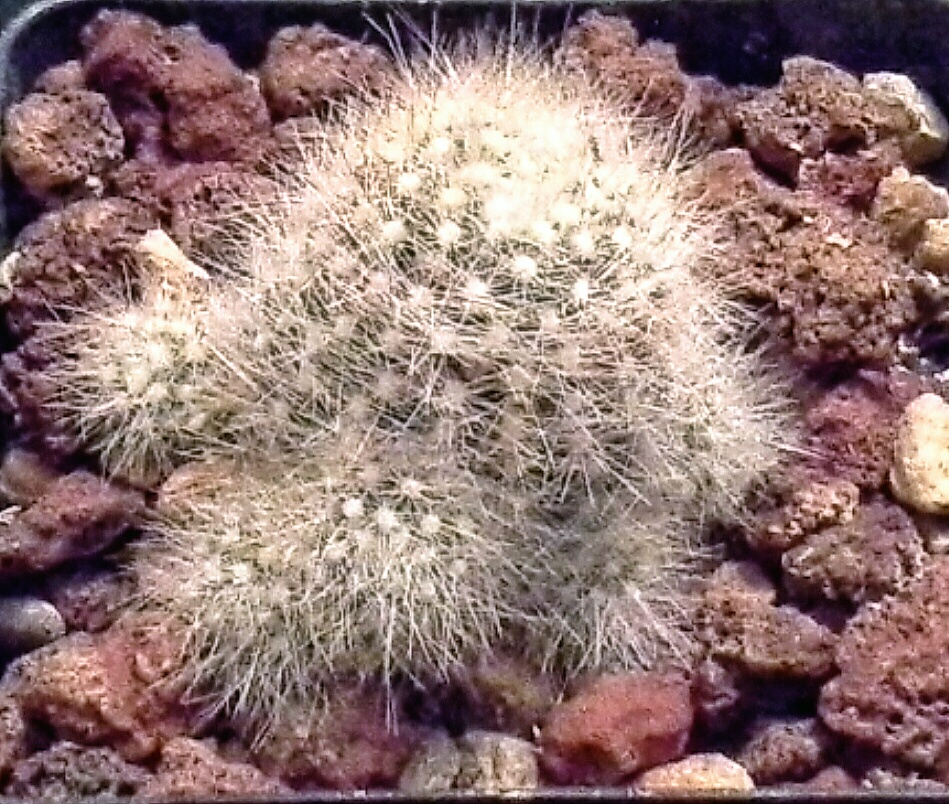
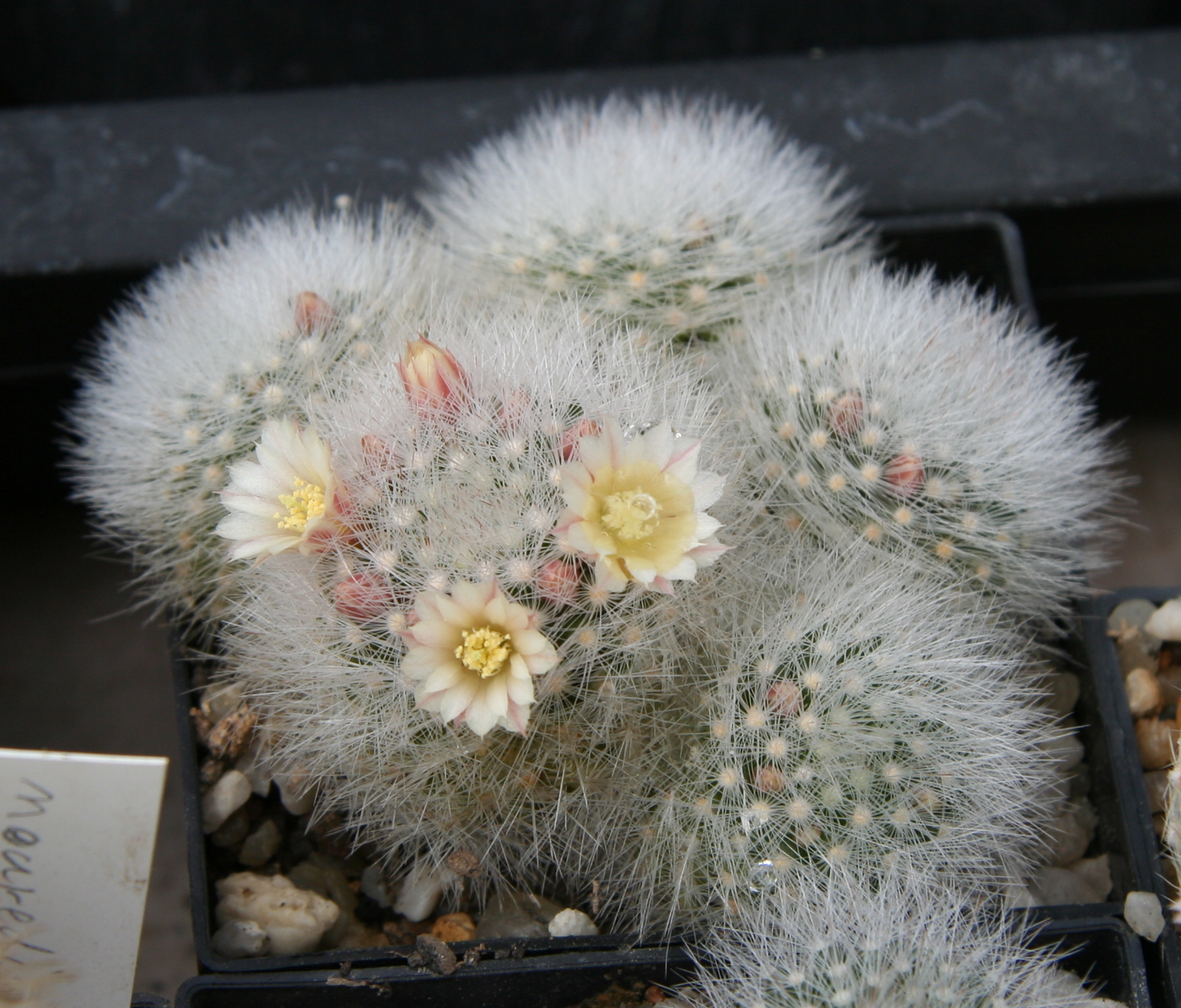